# The Riming Poem
The Riming Poem is een Oudengels gedicht dat bewaard is gebleven in het Exeter Book. Het gedicht telt 87 regels en stamt vermoedelijk uit de 10e eeuw.
Een zeer opvallend aspect aan dit werk is, dat het het enige gedicht is in de Angelsaksische literatuur waarin gebruik wordt gemaakt van eindrijm. Destijds maakte men vooral gebruik van allitererende verzen. Alliteratie wordt overigens ook in dit gedicht toegepast. De titel van het gedicht is overigens pas in de 19e eeuw ontstaan, verwijzend naar dit bijzondere aspect.
De inhoud van het gedicht is vrij duister en daardoor voor meerdere interpretaties vatbaar. De onbekende auteur verhaalt over het vroegere goede leven van de protagonist, kennelijk iemand uit de hogere kringen, een vorst of een krijgsheer, die betreurt hoe dat leven voorbij is gegaan en daarop reflecteert. Het gedicht wordt dan ook geïnterpreteerd als een elegie. Gezien de religieus getinte delen aan het begin en het eind van het werk wordt door sommigen wel een link gelegd naar het Bijbelboek Job.
Het gedicht bevat een aantal woorden die in andere Oudengelse gedichten zelden of zelfs nooit voorkomen, en die mogelijk zijn gebruikt om het eindrijm consequent in stand te houden.